# Conseil départemental des Pyrénées-Atlantiques
Le conseil départemental des Pyrénées-Atlantiques est l'assemblée délibérante du département français des Pyrénées-Atlantiques, collectivité territoriale décentralisée. Son siège se trouve à Pau, dans l'ancien bâtiment du Parlement de Navarre, qui abritait autrefois le palais de justice.

## Président du conseil départemental
Le président du conseil départemental des Pyrénées-Atlantiques est Jean-Jacques Lasserre (MoDem) depuis 2015.

## Les conseillers départementaux
Le conseil départementaldes Pyrénées-Atlantiques comprend 54 conseillers départementaux issus des 27 cantons des Pyrénées-Atlantiques.
| Président du Conseil départemental   |       |        |      |                                |
| Jean-Jacques Lasserre (MoDem)        |       |        |      |                                |
| Parti                                | Sigle | Sigle  | Élus | Groupes                        |
| Majorité (32 sièges)                 |       |        |      |                                |
| Mouvement démocrate                  |       | MoDem  | 10   | Forces 64                      |
| Union des démocrates et indépendants |       | UDI    | 7    | Forces 64                      |
| La République en marche              |       | LREM   | 1    | Forces 64                      |
| Les Républicains                     |       | LR     | 8    | Droite républicaine pour le 64 |
| Divers droite                        |       | DVD    | 6    | Droite républicaine pour le 64 |
| Opposition (22 sièges)               |       |        |      |                                |
| Parti socialiste                     |       | PS     | 14   | Gauche départementale 64       |
| Divers gauche                        |       | DVG    | 6    | Gauche départementale 64       |
| Euskal Herria Bai                    |       | EH Bai | 2    | Non-inscrits                   |

## Budget
Le conseil départemental des Pyrénées-Atlantiques a en 2023 un budget de 984 millions d'euros.

### Budget d'investissement
- 2005 : en (centaines de ?) millions d'euros
- 2006 : 571,5 millions d'euros
- 2007 : en (centaines de ?) millions d'euros

| Domaine d'investissement             | Investissement                    |
| ------------------------------------ | --------------------------------- |
| Déplacements                         | (centaines de ?) millions d'euros |
| Aide aux communes                    | (centaines de ?) millions d'euros |
| Enseignement                         | (centaines de ?) millions d'euros |
| Environnement, aménagement, logement | (centaines de ?) millions d'euros |
| Sécurité                             | (centaines de ?) millions d'euros |

## Historique des logos du conseil général

Logo des Pyrénées-Atlantiques (conseil général) jusqu'à 2010.
Logo des Pyrénées-Atlantiques (conseil général) de 2011 à 2014
Logo des Pyrénées-Atlantiques (conseil général) de 2014 à 2015
- Logo des Pyrénées-Atlantiques (conseil départemental) depuis 2015.